# Richard Dombrowsky
Richard Dombrowsky (* 1. Juli 1911 bei Potsdam; † 3. April 1987 in Ost-Berlin) war ein deutscher Polizeioffizier in der DDR. Er war Leiter der Kriminalpolizei sowie der Hauptverwaltung der Deutschen Volkspolizei (HVDVP).

## Leben
Dombrowsky, ungelernter Arbeiter, hatte in der Weimarer Republik ab 1929 dem Rotfrontkämpferbund (RFB) angehört. Im November 1933 trat er der Sturmabteilung (SA) und später der Deutschen Arbeitsfront bei.
Im Juni 1943 wurde er zum Kriegsdienst als Soldat in die deutsche Wehrmacht eingezogen und geriet im Oktober 1943 in sowjetische Kriegsgefangenschaft. Er schloss sich dem Nationalkomitee Freies Deutschland (NKFD) an und besuchte eine Antifa-Schule. Mit der 4. Gruppe der 1. Ukrainischen Front, die als Verstärkung der Gruppen Ulbricht, Ackermann und Sobottka gedacht war, gelangte er mit Richard Smolorz und Fritz Schälicke am 28. Mai 1945 nach Dresden.
In der Sowjetischen Besatzungszone trat Dombrowsky 1945 in die Deutsche Volkspolizei (DVP) ein und wurde Mitglied der Kommunistischen Partei Deutschlands (KPD) und mit der Zwangsvereinigung von SPD und KPD 1946 Mitglied der Sozialistischen Einheitspartei Deutschlands (SED). Er war von 1947 bis 1951 als VP-Inspekteur Leiter der Kriminalpolizei in der Landespolizeibehörde Sachsen-Anhalt, ab 1950 auch stellvertretender Chef der Landesbehörde der DVP Sachsen-Anhalt. Von 1951 bis 1955 fungierte er als Leiter der Hauptabteilung Kriminalpolizei in der Hauptverwaltung der Deutschen Volkspolizei (HVDVP) (Nachfolger von August Mayer). Anschließend wurde er 1955 als Chefinspekteur der VP Stellvertreter Operativ des Leiters der HVDVP und Leiter der Brandschutzinspektion Berlin. Von 1956 bis 1959 war er schließlich Leiter der HVDVP (Nachfolger von Karl Maron) und Stellvertreter des Ministers des Innern der DDR. Am 15. Juli 1957 wurde er vom Chefinspekteur zum Generalmajor umattestiert. Nach dem Bekanntwerden seiner SA-Zugehörigkeit wurde er im Juni 1959 mit einer Parteistrafe der SED belegt und von seinen Funktionen in der DVP entbunden. Offiziell verschwieg das Ministerium des Innern den Grund des Ausscheidens und sprach vom Rücktritt „aus gesundheitlichen Gründen“.
Er war dann als Offizier in der Zollverwaltung der DDR tätig und wurde nach seiner Berentung 1976 als Zolloberrat a. D. mit dem Vaterländischen Verdienstorden in Silber ausgezeichnet. Dombrowsky starb nach langer, schwerer Krankheit im 76. Lebensjahr.